# Carphina arcifera
Carphina arcifera är en skalbaggsart som beskrevs av Bates 1872. Carphina arcifera ingår i släktet Carphina och familjen långhorningar.
Artens utbredningsområde är:
- Costa Rica.
- Guatemala.
- Honduras.
- Nicaragua.
- Panama.

Inga underarter finns listade.